# Chromis xutha
Chromis xutha, thường được gọi là cá thia da bò, là một loài cá biển thuộc chi Chromis trong họ Cá thia. Loài này được mô tả lần đầu tiên vào năm 1988.

## Phân bố và môi trường sống
C. xutha có phạm vi phân bố tương đối nhỏ hẹp ở vùng biển Tây Ấn Độ Dương. Chúng được tìm thấy dọc theo vùng bờ biển của Kenya và Tanzania, ngoài ra còn được tìm thấy tại Maldives, quần đảo Comoro và quần đảo Chagos. C. xutha sống xung quanh những rạn san hô ở độ sâu khoảng 2 – 20 m.

## Mô tả
C. xutha trưởng thành có chiều dài lớn nhất được ghi nhận là khoảng 7 cm. Cơ thể của nó có duy nhất màu vàng nâu, không có các sọc đốm gì đặc biệt. Đuôi trong suốt, khi trưởng thành có những sợi vây chỉ kéo dài. Danh pháp khoa học của loài cá này được Latin hóa từ xouthos, trong tiếng Hy Lạp nghĩa là "màu vàng hoặc vàng nâu", ám chỉ màu cơ thể của nó. Thức ăn của C. xutha chủ yếu là những sinh vật phù du. Chúng thường bơi theo đàn hoặc sống đơn lẻ. Cá đực có tập tính bảo vệ và chăm sóc những quả trứng.
Số gai ở vây lưng: 12; Số tia vây mềm ở vây lưng: 11 - 12; Số gai ở vây hậu môn: 2; Số tia vây mềm ở vây hậu môn: 11 - 12; Số gai ở vây bụng: 1; Số tia vây mềm ở vây bụng: 5; Số tia vây mềm ở vây ngực: 18 - 20.